# Sarah Adlington
Sarah Jayne Adlington (ur. 5 sierpnia 1986) – brytyjska judoczka. Olimpijka z Tokio 2020, gdzie zajęła siedemnaste miejsce w wadze ciężkiej.
Piąta na mistrzostwach świata w 2018, siedemnasta w 2010; uczestniczka zawodów w  2011, 2013, 2019, 2021. Startowała w Pucharze Świata w latach 2005–2016, 2018 i 2022. Triumfatorka igrzysk Wspólnoty Narodów w 2014 i 2022, gdzie reprezentowała Szkocję. Siódma na igrzyskach europejskich w 2019. Piąta na mistrzostwach Europy w 2008 roku. 

## Letnie Igrzyska Olimpijskie 2020
| Konkurencja | Eliminacje                  | Klas. końcowa |
| Konkurencja | Przeciwnik I                | Miejsce       |
| ----------- | --------------------------- | ------------- |
| +78 kg      | Nihel Cheikh Rouhou (TUN) P | 17.           |